# Rathaus (stacja metra w Wiedniu)
Rathaus – jedna ze stacji metra w Wiedniu na linii U2. Została otwarta 8 października 1980. 
Znajduje się na granicy 1. Innere Stadt i 8. dzielnicy Wiednia Josefstadt. Leży bezpośrednio pod Landesgerichtsstraße, między Josefstädterstraße i Friedrich-Schmidt-Platz i ma dwa perony i wyjścia boczne po obu stronach.